# 日本海天牛
日本海天牛（學名：Elysia japonica）是海天牛屬下的一個種，在香港的東平洲亦有見其踪影。